# Софтуерно дефинирано радио
Софтуерно дефинирано радио (SDR – Software Defined Radio) e радиокомуникационна система, в която функцията на аналоговите физически компоненти за обработка на сигнала е заменена от софтуер, който е предварително зададен, за разлика от традиционната система, в която това се изпълнява чрез хардуер (усилватели, филтри, миксери, декодери, модулатори, демодулатори и т.н.) и не може да бъде променяна без физическа манипулация на всеки един елемент. Терминът „Software Defined Radio“ е предложен през 1991 от Joseph Mitola. Терминът не бива да се бърка с този за цифровото радио или телевизия, които се определят основно от типа модулация и формат.
Идеалната софтуерна конфигурация все още е трудно постижима поради текущите ограничения в технологията. Основен проблем е в скоростта на преобразуването на данните между цифровия и аналоговият домейн, което все пак зависи от физически процеси като детектиране на сигналите в антената.
Софтуерното дефинирано радио дава възможност за работа чрез съществуващите компютърни операционни системи в много по-широк диапазон от честоти и прецизност, докато една традиционна аналогова система е ограничена в даден диапазон или функции от собствения ѝ хардуер. Това го прави често предпочитано от радиолюбители и комуникационни компании, тъй като намалява разходите за нов хардуер и сложни измервания при всяка промяна. При използване с компютър или мобилно устройство, единственият допълнителен хардуер, който може да бъде нужен, е звуковата карта или външен SDR адаптер. Повечето от тези устройства са базирани на основата на RTL чип от Realtek logic. Съществуват уебсайтове, в които споделен SDR се използва от много потребители в реално време.
Софтуерният контрол позволява също една и съща станция или случайна честота да бъде обработена както като амплитудно модулиран, така и честотно модулиран сигнал в зависимост от целите на потребителя само чрез софтуерния интерфейс. На практика няма ограничение и в броя настройки и филтри, които могат да бъдат едновременно приложени. Чрез програмния интерфейс потребителят може да следи наличието и промените в голям диапазон от честоти чрез визуален спектрален анализатор, наричан жаргонно Водопад.
Софтуерно дефинираното радио често предлага няколко основни софтуерно дефинирани филтри с идентични наименования:
- Честотна теснолентова модулация – NFM

- Честотна широколентова модулация – WFM

- Амплитудна теснолентова модулация – AMN

- Долна странична лента – LSB

- Горна странична лента – USB

- Предаване със стеснен носител с двойна лента – DSB

- Модулация с непрекъсната вълна – CW

- Квадратурен генератор на опорен сигнал – I/Q

- Задаващ генератор – VFO

Различни видове софтуерно радио, основани на подобен принцип са:
- Радио със софтуерни възможности – SCR

- Софтуерно програмируемо радио – SPR

- Адаптивно радио

- Когнитивно радио – (Самообучаваща се радиосистема)